# Мараш (река)
Мараш е река в Южна България, област Сливен, община Котел и област Ямбол, община Стралджа, десен приток на Мочурица от басейна на Тунджа. Дължината ѝ е 42 km.
Река Мараш извира на 700 m н.в. от южното подножие на връх Калинка (938 m) в Стидовска планина на Стара планина. Тече в източна посока в широка асиметрична долина (със стръмни десни склонове) по северното подножие на планината Гребенец (част от Стара планина). Южно от село Пъдарево (Община Котел) завива на юг и образува дълбок пролом (Марашки пролом), дълъг 7 km между планината Гребенец на запад и рида Терзийски баир на изток. Северно от пътния възел „Петолъчката" излиза от пролома и навлиза в източната част на Сливенското поле. Тук долината ѝ е широка и плитка, коригирана с водозащитни диги. Влива отдясно в Мочурица (от басейна на Тунджа) на 138 m н.в., при село Воденичане.
Площта на водосборния басейн на Мараш възлиза на 232 km2, което представлява 18,15% от водосборния басейн на река Мочурица. Основни притоци: → ляв приток, ← десен приток
- → Божурска река
- ← Банчов дол
- → Тръстеник
- ← Седларска река
- → Балардере
- → Караачдере

Реката е с основно дъждовно подхранване с максимум от февруари до май и минимум от юли до октомври. Среден годишен отток при село Лозенец 0,5 m3/s.
По течението на реката в Община Стралджа са разположени 3 села: Лозенец, Атолово и Воденичане.
В Сливенското поле водите на реката почти на 100% се използват за напояване.
На протежение от 6,4 km през Марашкия пролом преминава участък от първокласен път № 7 от Държавната пътна мрежа Силистра – Шумен – Ямбол – КПП Лесово.

## Топографска карта
- Лист от карта K-35-41. Мащаб: 1 : 100 000.
- Лист от карта K-35-42. Мащаб: 1 : 100 000.
- Лист от карта K-35-54. Мащаб: 1 : 100 000.